# Pont Saint-Georges (Metz)
Pour l’article homonyme, voir Pont Saint-Georges (Périgueux).
Le pont Saint-Georges est un pont de la ville française de Metz, dans le département de la Moselle.

## Histoire
Le pont Saint-Georges est probablement le plus ancien pont de Metz. La construction du pont en pierre actuel remonterait à une
époque antérieure à l'année 1282,.